# Сиримбет (Єскельдинський район)
Сиримбе́т (каз. Сырымбет) — село у складі Єскельдинського району Жетисуської області Казахстану. Адміністративний центр і єдиний населений пункт Сиримбетівського сільського округу.
У радянські часи село називалося імені Тельмана або Совхоз імені Тельмана.
Населення — 1781 особа (2021; 2059 у 2009, 1921 у 1999, 1952 у 1989).